# Stublach
Stublach bildet zusammen mit Langenberg seit dem 1. Juli 1950 den 8,18 km² großen Ortsteil Langenberg der Stadt Gera in Thüringen mit insgesamt 4164 Einwohnern (Stand 31. Dezember 2013).

## Geographie
Stublach liegt im Nordwesten Geras am rechten Ufer der Weißen Elster und nördlich der Autobahn A 4. Durch Stublach verläuft die Bundesstraße 7.

## Geschichte
Die sorbische Gründung Stublach ist historisch erst zur Pflege Langenberg, nach deren Eingliederung in die reußische Herrschaft zu Reuß gehörig; Langenberg ist bis heute zuständiger Pfarr-, Schul- und Begräbnisort.
1686 vernichtet ein verheerendes Feuer das gesamte Dorf, der Rundling muss komplett neu aufgebaut werden; 1816 besteht der Ort aus 15 Häusern mit 85 Einwohnern.
Mit dem Bau der Eisenbahnstrecke Gera—Zeitz (1858 eingeweiht) und dem 1898 eröffneten nahegelegenen Bahnhof Langenberg erreicht die Industrialisierung auch Stublach.
Von 1905 bis 1933 befand sich am Stublacher Elsterufer ein Fährbetrieb; nach Bau der Franzosenbrücke zwischen Tinz und Milbitz bzw. des sog. Steges überflüssig geworden, stellte er mit Beginn der Regulierung des Flusslaufes der Weißen Elster 1930 seinen Betrieb ein.
Am 1. Oktober 1922 wurde Stublach zu Langenberg eingemeindet, zum 1. Juli 1950 erfolgt die Eingemeindung beider Orte nach Gera. Am Ufer der Weißen Elster ist die in den letzten Jahren umfangreich modernisierte Kläranlage der Stadt Gera gelegen.
In den 1960er Jahren wird auf der Flur Stublach ein Wohngebiet erschlossen und bebaut, damit steigt die Einwohnerzahl deutlich.
Mit der Wende kommt es zu Schließungen vor allem größerer Betriebe des produzierenden Gewerbes, die Zahl der Arbeitsplätze sinkt erheblich.

## Sagen
In der heute nur noch rudimentär als überwachsene Felswand existierenden Großen Zwerghöhle nördlich von Thieschitz an der Straße nach Bad Köstritz (auch Stublacher Zwergenhöhle genannt – die Elster hatte damals noch einen anderen Lauf als heute nach der Regulierung) und der sogenannten kleinen Zwergenhöhle zwischen Milbitz und Untermhaus hat der Sage nach früher der Zwergenkönig Coryllis mit seinem Völklein gewohnt. Um mit ihnen in Kontakt zu treten, musste man des Nachts dreimal den Namen Coryllis’ rufen und drei Elsterkiesel rücklings in die Höhle werfen, denn Coryllis mit seinem Volk war als Helfer und Ratgeber in manchen Nöten geschätzt. Es wurde gesagt, wer Zwerge auf dem Hof hat, dem ist das Glück hold, denn die Zwerge hüteten das Vieh, halfen bei der Haus- und Stallarbeit. Besonders den Bauern von Stublach sollen sie sehr gewogen gewesen sein.
Das vorwitzige Zwergenvolk, das Tausende gezählt haben soll, ärgerte mit der Zeit auch die Bewohner der umliegenden Orte und leistete sich manchen Schabernack. Ihnen wurde nun nachgesagt, sie würden kleine Kinder vertauschen, sie wurden den Menschen gegenüber boshaft und vor allem stahlen sie Brot. So beschlossen die Thieschitzer Bauern Gegenwehr, sie bewaffneten sich mit Knüppeln und zogen gegen die Zwerge zu Felde – ohne Erfolg, denn bei Herannahen der wütenden Bauern stülpten die Zwerge einfach ihre Tarnkappen über und wurden unsichtbar. Also griff man zu einer List und versetzte das Brot mit Fenchel und Kümmel, was dem Zwergenvölkchen nicht bekam und so verließen diese das ungastliche Elstertal mit unbekanntem Ziel. Einzig ein Langenberger Fischer, der sie in dunkler Nacht ans andere Elsterufer übersetzte, wurde fürstlich mit einem Hut voll sogenannten Zwergelgoldes entlohnt.
Der Lage nach dürfte diese Große oder Stublacher Zwerghöhle als heidnische Kultstätte gedient haben. Es ist überliefert, dass selbst in den Resten der Höhle, die bis ins 19. Jahrhundert als Steinbruch genutzt wurde und schließlich in den zwanziger Jahren dem Bau der Straße nach Bad Köstritz zum Opfer fiel, ein eigentümliches Echo geherrscht haben soll, welches zur Zeit, als die Höhle noch nicht als Steinbruch ausgebeutet worden war, wohl dem Zauber dieses Platzes etwas geradezu Magisches gegeben haben muss. Mit Hinwendung zum Christentum blieb wohl dieser Platz im Volksbewusstsein erhalten und so entstand die Sage vom Zwergenkönig Coryllis. Der Diebstahl des Brotes dürfte wohl recht irdischer Natur gewesen und (im Interesse des nachbarlichen Friedens) den Zwergen angedichtet worden sein.
Um sich eine Vorstellung von der Größe dieser zerstörten Höhle zu machen, sei erwähnt, dass nach dem Großen Stadtbrand 1780 in Gera über tausend Menschen dort für etliche Zeit gelebt haben sollen.

## Politik
Stublach bildet seit 1995 zusammen mit Langenberg den Ortsteil Langenberg der Stadt Gera mit eigener Ortschaftsverfassung und Ortsteilrat (bis II/2009 Ortschaftsrat). Ortsteilbürgermeister war ab 2014 Matthias Kirsch (parteilos). Seine Nachfolgerin ist seit September 2023 seine Tochter Emely Kirsch (parteilos).

## Entwicklung der Einwohnerzahl
| Jahr      | 1816 | 1864 | 2008 | 2013 |
| Einwohner | 85   | 123  | 1757 | 1668 |

## Verkehr
- Aus der Geraer Innenstadt kommend führt die Bundesstraße 7 Richtung Eisenberg–Jena durch Stublach; bis zur BAB-Abfahrt Gera sind es etwa 1,5 km.
- ÖPNV-Anbindung besteht ab der Langenberger Straße über die Buslinien 22, 24, 28 und 29 der Verkehrs- und Betriebsgesellschaft Gera bzw. auswärtig mit den RVG-Linien 203 und 204.
- Nächstgelegener Bahnhof ist Gera-Langenberg.

## Bildung
- Kindereinrichtung Langenberger Zwerge (Langenberg)
- Astrid-Lindgen-Grundschule (Langenberg).
- Staatliche Regelschule 12 (Bieblach-Ost).